# Vranov nad Topľou
Vranov nad Topľou (in ungherese Varannó, in tedesco Frö(h)nel o Vronau an der Töpl) è una città della Slovacchia, capoluogo del distretto omonimo, nella regione di Prešov.